# Skate Canada International 2016
Skate Canada International 2016 – drugie w kolejności zawody łyżwiarstwa figurowego z cyklu Grand Prix 2016/2017. Zawody rozgrywano od 28 do 30 października 2016 roku w hali Hershey Centre w Mississauga.
Zwycięzcą wśród solistów został reprezentant gospodarzy Patrick Chan. W rywalizacji kobiet triumfowała reprezentantka Rosji Jewgienija Miedwiediewa. Wśród par sportowych zarówno jak i tanecznych triumfowali gospodarze. Meagan Duhamel i Eric Radford wśród par sportowych oraz Tessa Virtue i Scott Moir wśród par tanecznych.

## Wyniki

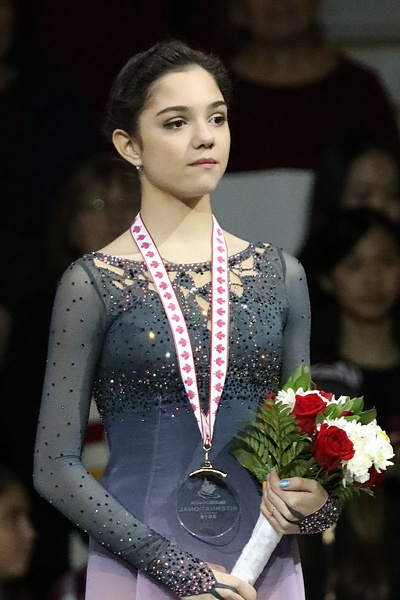
Zwyciężczyni w konkurencji solistek – Jewgienija Miedwiediewa (RUS)

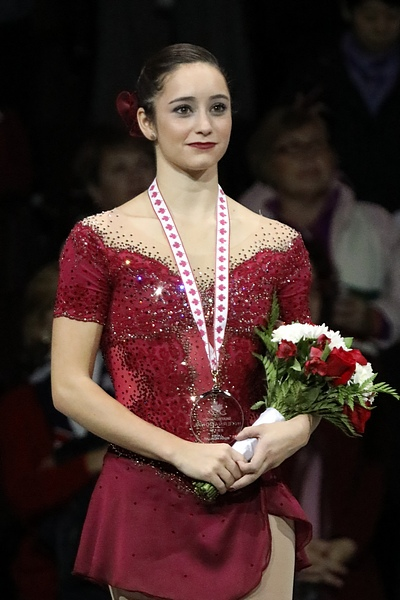
Zdobywczyni 3. miejsca w konkurencji solistek – Kaetlyn Osmond (CAN)

### Soliści
| Poz. | Zawodnik          | Nota łączna | SP | SP    | FD | FD     |
| ---- | ----------------- | ----------- | -- | ----- | -- | ------ |
| 1    | Patrick Chan      | 266,95      | 1  | 90,56 | 2  | 176,39 |
| 2    | Yuzuru Hanyū      | 263,06      | 4  | 79,65 | 1  | 183,41 |
| 3    | Kevin Reynolds    | 245,06      | 3  | 80,57 | 3  | 164,49 |
| 4    | Michal Březina    | 227,42      | 9  | 70,36 | 4  | 157,06 |
| 5    | Danijjel Samochin | 226,53      | 5  | 74,62 | 7  | 151,91 |
| 6    | Misza Ge          | 226,07      | 7  | 72,30 | 5  | 153,77 |
| 7    | Aleksandr Pietrow | 224,39      | 8  | 71,50 | 6  | 152,89 |
| 8    | Takahito Mura     | 222,13      | 2  | 81,24 | 9  | 140,89 |
| 9    | Liam Firus        | 210,89      | 10 | 70,09 | 10 | 140,80 |
| 10   | Yan Han           | 209,11      | 6  | 72,86 | 11 | 136,25 |
| 11   | Grant Hochstein   | 204,69      | 12 | 60,20 | 8  | 144,49 |
| 12   | Ross Miner        | 196,53      | 11 | 63,92 | 12 | 132,61 |

### Solistki
| Poz. | Zawodniczka              | Nota łączna | SP | SP    | FD | FD     |
| ---- | ------------------------ | ----------- | -- | ----- | -- | ------ |
| 1    | Jewgienija Miedwiediewa  | 220,65      | 1  | 76,24 | 1  | 144,41 |
| 2    | Kaetlyn Osmond           | 206,45      | 2  | 74,33 | 2  | 132,12 |
| 3    | Satoko Miyahara          | 192,08      | 5  | 65,24 | 3  | 126,84 |
| 4    | Jelizawieta Tuktamyszewa | 187,99      | 3  | 66,79 | 5  | 121,20 |
| 5    | Alaine Chartrand         | 185,56      | 6  | 62,15 | 4  | 123,41 |
| 6    | Rika Hongo               | 171,19      | 4  | 65,75 | 8  | 105,44 |
| 7    | Choi Da-bin              | 165,78      | 8  | 53,29 | 6  | 112,49 |
| 8    | Kim Na-hyun              | 164,48      | 7  | 60,46 | 9  | 104,02 |
| 9    | Mirai Nagasu             | 151,42      | 9  | 53,19 | 11 | 98,23  |
| 10   | Joshi Helgesson          | 149,77      | 10 | 49,72 | 10 | 100,05 |
| 11   | Yuka Nagai               | 147,56      | 11 | 40,39 | 7  | 107,17 |

### Pary sportowe
| Poz. | Zawodnicy                             | Nota łączna | SP | SP    | FD | FD     |
| ---- | ------------------------------------- | ----------- | -- | ----- | -- | ------ |
| 1    | Meagan Duhamel / Eric Radford         | 218,30      | 1  | 78,39 | 1  | 139,91 |
| 2    | Yu Xiaoyu / Zhang Hao                 | 202,08      | 2  | 69,43 | 2  | 132,65 |
| 3    | Lubow Iluszeczkina / Dylan Moscovitch | 190,22      | 3  | 67,53 | 3  | 122,69 |
| 4    | Haven Denney / Brandon Frazier        | 188,23      | 4  | 66,50 | 4  | 121,73 |
| 5    | Yūko Kawaguchi / Aleksandr Smirnow    | 182,75      | 5  | 64,40 | 6  | 118,35 |
| 6    | Nicole Della Monica / Matteo Guarise  | 178,67      | 6  | 59,25 | 5  | 119,42 |
| 7    | Brittany Jones / Joshua Reagan        | 151,68      | 7  | 54,23 | 7  | 97,45  |

### Pary taneczne

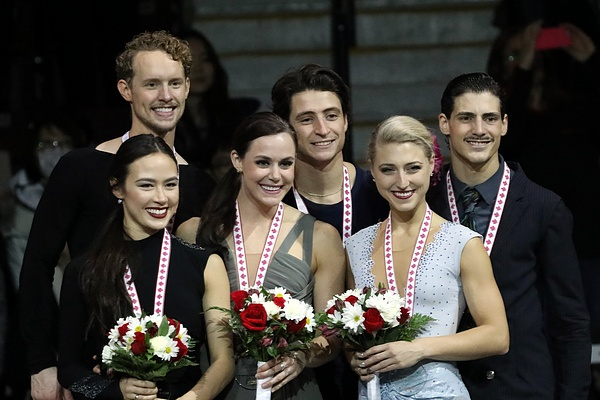
Medaliści w parach tanecznych, od lewej: Chock / Bates (USA), Virtue / Moir (CAN), Gilles / Poirier (CAN)

| Poz. | Zawodnicy                                    | Nota łączna | SD | SD    | FD | FD     |
| ---- | -------------------------------------------- | ----------- | -- | ----- | -- | ------ |
| 1    | Tessa Virtue / Scott Moir                    | 189,06      | 1  | 77,23 | 2  | 111,83 |
| 2    | Madison Chock / Evan Bates                   | 188,24      | 2  | 76,21 | 1  | 112,03 |
| 3    | Piper Gilles / Paul Poirier                  | 182,57      | 3  | 72,12 | 3  | 110,45 |
| 4    | Anna Cappellini / Luca Lanotte               | 180,35      | 4  | 71,08 | 4  | 109,27 |
| 5    | Aleksandra Stiepanowa / Iwan Bukin           | 168,10      | 5  | 68,12 | 5  | 99,98  |
| 6    | Kaitlin Hawayek / Jean-Luc Baker             | 162,19      | 6  | 65,01 | 6  | 97,18  |
| 7    | Laurence Fournier Beaudry / Nikolaj Sørensen | 156,71      | 7  | 62,63 | 7  | 94,08  |
| 8    | Alexandra Paul / Mitchell Islam              | 144,85      | 8  | 58,83 | 9  | 86,02  |
| 9    | Wang Shiyue / Liu Xinyu                      | 144,16      | 9  | 57,86 | 8  | 86,30  |
| 10   | Cecilia Törn / Jussiville Partanen           | 139,14      | 10 | 56,98 | 10 | 82,16  |